# (1475) Yalta
(1475) Yalta est un astéroïde de la ceinture principale.

## Description
(1475) Yalta est un astéroïde de la ceinture principale. Il fut découvert le 21 septembre 1935 à Simeis par Pelagueïa Shajn. Il présente une orbite caractérisée par un demi-grand axe de 2,35 UA, une excentricité de 0,17 et une inclinaison de 4,5° par rapport à l'écliptique.

## Compléments